# Thượng Quan
Thượng Quan là một xã ở phía bắc của tỉnh Thái Nguyên, Việt Nam.

## Địa lý
Xã Thượng Quan có vị trí địa lý:
- Phía đông giáp xã Cường Lợi và tỉnh Cao Bằng
- Phía tây giáp xã Nà Phặc
- Phía nam giáp xã Văn Lang và xã Hiệp Lực
- Phía bắc giáp xã Ngân Sơn và tỉnh Cao Bằng.

Xã Thượng Quan có diện tích 154,86 km², dân số năm 2025 là 3.753 người.
Thượng Quan từng là xã có diện tích lớn nhất tỉnh Bắc Kạn cũ, có khá nhiều khe suối lớn nhỏ, bao gồm: suối Nà Kéo, suối Ngân Sơn, khuổi Cho, suối Cốc Lùng, suối Na Pò, suối Pù Pót, nậm Chẳng, nậm Dạng.

## Lịch sử
Tháng 6 năm 2025, Xã Thượng Quan không thực hiện sắp xếp năm 2025 do có vị trí biệt lập và khó tổ chức giao thông kết nối thuận lợi với các đơn vị hành chính liền kề, là xã thuộc huyện nghèo theo Quyết định số 275/QĐ-TTg ngày 07/3/2018 của Thủ tướng Chính phủ..

## Hành chính
Đến năm 2019, xã Thượng Quan có 15 thôn là Thuận Hưng, Nà Ngần, Pù Áng, Khuổi Khương, Nà Pò, Slam Coóc, Sáo Sào, Tềnh Kiết, Nà Kéo, Ma Nòn, Bằng Lãng, Khau Liêu, Cốc Lùng, Pác Đa, Pù Pioót.